# Lynchage du 14 mars 1891 à La Nouvelle-Orléans

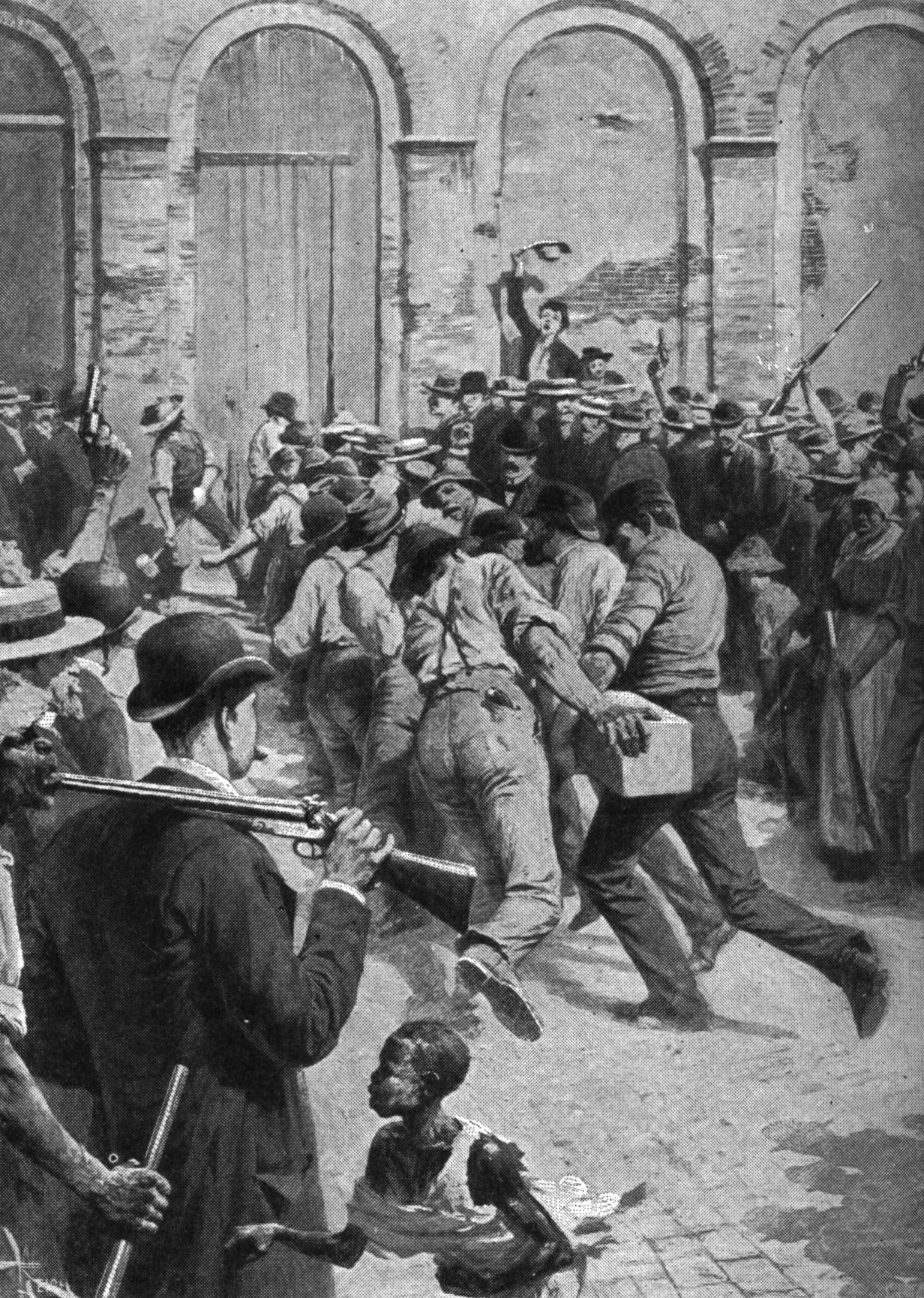
Émeutiers forçant la porte d'entrée de la prison (image tirée de l'ouvrage History of the United States, éditions Scribner, New York 1912).

Le lynchage du 14 mars 1891 à La Nouvelle-Orléans, en Louisiane, aux États-Unis, est l'émeute au cours de laquelle onze immigrés italiens ou Italo-Américains furent assassinés par la foule en raison de leur prétendue participation au meurtre du chef de la police locale David Hennessy (en).

## Déroulement
Ce lynchage, qui restera comme le lynchage de masse le plus important de toute l'histoire des États-Unis,, eut lieu le lendemain du procès de neuf des dix-neuf hommes inculpés dans cette affaire de meurtre du chef de la police David Hennessy (en). Six de ces prévenus furent alors acquittés, tandis que le jugement fut ajourné concernant les trois autres, pour défaut d'unanimité dans le jury sur le verdict. Croyant que le jury avait été soudoyé, une foule d'émeutiers fit irruption dans la prison où les hommes étaient détenus et tuèrent onze d’entre eux. Ce lynchage apparaît inhabituel en ceci que les émeutiers étaient au nombre de plusieurs milliers et que dans leurs rangs figuraient quelques-uns des citoyens les plus en vue de la ville.

## Réception
La couverture de l'événement par la presse américaine a été largement favorable aux lyncheurs, hostile aux Italiens et les responsables du lynchage n'ont jamais été inculpés. Le Washington Post assura que le lynchage mettrait un terme au « règne de la terreur » qu'auraient imposé les Italiens. Selon le Saint Louis Globe-Democrat (en), les lyncheurs n'avaient fait qu'exercer « les droits légitimes de la souveraineté populaire ». En revanche, le New York Times publia une longue déclaration accusant les politiciens de la ville d'être responsables du lynchage des Italiens,.

## Conséquences
L'incident eut de graves répercussions sur le plan national et international. Le royaume d'Italie suspendit ses relations diplomatiques avec les États-Unis. Les relations diplomatiques sont restées dans l'impasse pendant plus d'un an et des rumeurs de déclaration de guerre ont circulé à la suite des meurtres. Dans le but d'apaiser les tensions avec l'Italie et les immigrés italiens, le président Benjamin Harrison a instauré la première célébration nationale du Jour de Christophe Colomb en 1892, qui commémore le 400e anniversaire du débarquement de l'explorateur italien dans le Nouveau Monde. 
La recrudescence des sentiments italophobes s'accompagna d'appels à la restriction de l'immigration. Le vocable mafia fit son entrée dans le lexique des Américains et le stéréotype du mafioso italo-américain allait s'implanter durablement dans l'imaginaire populaire. Lorsque le président Harrison a accepté de verser une indemnité de 25 000 dollars (711 389 dollars actuels) aux familles des victimes, le Congrès a tenté en vain de s'y opposer, en l'accusant « d'usurpation inconstitutionnelle de l'exécutif des pouvoirs du Congrès ». Les États-Unis ont versé 2 211,90 dollars à chacune des familles des onze victimes.

## Œuvres s'inspirant de l'événement
Ces lynchages constituent la trame du téléfilm Vendetta, produit en 1999 par HBO — adapté d'un ouvrage de Richard Gambino, paru une première fois en 1977 — avec Christopher Walken dans le rôle principal.